# Montebello
Крейсер «Монтебелло» (італ. Montebello) — торпедний крейсер типу «Гоїто» Королівських ВМС Італії 2-ї половини XIX століття; 

## Історія створення
Крейсер «Монтебелло» був закладений 29 вересня 1885 року на верфі на арсеналі флоту в місті Ла-Спеція. Спущений на воду 14 березня 1888 року, вступив у стрій 21 січня 1889 року.

## Особливості конструкції та озброєння
Силова установка крейсера складалась з 6 вогнетрубних парових котлів та 3 парових машин потрійного розширення потужністю 2500-3180 к.с. Вона забезпечувала швидкість у 18 вузлів.
Озброєння складалось з шести 57-мм гармат, двох 37-мм гармат та чотирьох x 356-мм торпедних апаратів.

## Історія служби
Після вступу у стрій «Монтебелло», як і інші торпедні крейсери, задля зменшення експлуатаційних витрат, нечасто залучався до активних дій. У 1893 році він був включений до складу 1-ї Дивізії та брав участь у морських навчаннях, на яких відпрацьовувалась протидія французькій атаці на Неаполь.
У 1895 році «Монтебелло» разом з більшістю інших торпедних крейсерів, був включений до складу 2-го Морського департаменту, який відповідав за ділянку узбережжя від Неаполя до Таранто.
У 1898 році «Монтебелло» був виведений зі складу кораблів першої лінії та перетворений на навчальний корабель для навчання персоналу машинних відділень. У 1903 році його парові котли була замінені на парові котли Патіссона, Ярроу та Торнікрофта, щоб майбутні моряки могли навчатись роботі з обладнанням різних фірм.
Корабель не брав участі у бойових діях під час італійсько-турецької та Першої світової воєн, продовжуючи службу як навчальний корабель.
26 січня 1920 року корабель був виключений зі складу флоту та розібраний на метал.